# 上川郡 (十勝国)
- 令制国一覧 > 北海道 (令制) > 十勝国 > 上川郡 (十勝国)
- 日本 > 北海道 > 十勝総合振興局 > 上川郡 (十勝国)

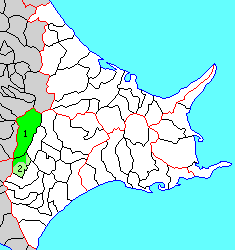
北海道十勝国上川郡の位置（1.新得町 2.清水町 薄緑：後に他郡から編入した区域）

上川郡（かみかわぐん）は、北海道（十勝国）十勝総合振興局の郡。
人口14,012人、面積1,466.08km²、人口密度9.56人/km²。（2025年6月30日、住民基本台帳人口）
以下の2町を含む。
- 新得町（しんとくちょう）
- 清水町（しみずちょう）

## 郡域
1879年（明治12年）に行政区画として発足した当時の郡域は、概ね上記2町から清水町の一部（美蔓・羽帯・旭山・御影）を除き、河西郡芽室町の一部（上芽室の一部）を加えた区域にあたる。
郡名は十勝川の上流部にあたることから命名。西に隣接する石狩国上川郡とは大雪山系で隔てられている。

## 歴史

### 郡発足までの沿革
江戸時代の上川郡域は、松前藩によって開かれたトカチ場所に含まれた。江戸時代後期、上川郡域は東蝦夷地に属していた。国防のため寛政11年上川郡域は天領とされた。文政4年には一旦松前藩領に復したものの、安政2年再び天領となり仙台藩が警固をおこなった。安政4年上川郡域にも跨る十勝岳が噴火（安政噴火）している。安政6年、6藩分領により仙台藩が上川郡域を拝領。戊辰戦争（箱館戦争）終結直後の1869年、大宝律令の国郡里制を踏襲して上川郡が置かれた。郡名の決める際に松浦武四郎は当郡を「十勝郡」と命名し、開拓使公文録でも「十勝郡」であったが、その後現在の上川郡に変更されている。変更の経緯は明らかになっていない。十勝国では、他にも現在の中川郡、十勝郡で郡名が変更されている。

### 郡発足以降の沿革
- 明治2年

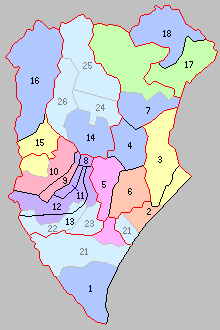
北海道一・二級町村制施行時の上川郡の町村（15.人舞村 16.屈足村 左黄：清水町 青：区域が発足時と同じ町村）

  - 8月15日（1869年9月20日） - 北海道で国郡里制が施行され、十勝国および上川郡が設置される。開拓使が管轄。
  - 8月28日（1869年10月3日） - 静岡藩の領地となる（北海道の分領支配）。
- 明治4年8月20日（1871年10月4日） - 廃藩置県により再び開拓使の管轄となる。
- 明治5年
  - 4月9日（1872年5月15日） - 全国一律に戸長・副戸長を設置（大区小区制）。
  - 10月10日（1872年11月10日） - 4月に設置された区を大区と改称し、その下に旧来の町村をいくつかまとめて小区を設置（大区小区制）。
- 明治9年（1876年）9月 - 従来開拓使において随意定めた大小区画を廃し、新たに全道を30の大区に分ち、大区の下に166の小区を設けた。

- 第23大区
  - 6小区 ： 人舞村、屈足村

- 明治12年（1879年）7月23日 - 郡区町村編制法の北海道での施行により、行政区画としての上川郡が発足。
- 明治13年（1880年）3月 - 浦河郡外十郡役所（浦河三石様似幌泉広尾当縁十勝中川郡河西河東上川郡役所）の管轄となる。
- 明治15年（1882年）2月8日 - 廃使置県により札幌県の管轄となる。
- 明治19年（1886年）1月26日 - 廃県置庁により北海道庁札幌本庁の管轄となる。
- 明治20年（1888年）6月 - 釧路郡外十一郡役所（釧路阿寒白糠足寄川上広尾当縁十勝中川河西河東上川郡役所）の管轄となる。
- 明治22年（1890年）1月 - 釧路郡外十郡役所（釧路阿寒白糠足寄広尾当縁十勝中川河西河東上川郡役所）の管轄となる。
- 明治24年（1892年）3月 - 釧路郡外十二郡役所（釧路阿寒白糠足寄広尾当縁十勝中川河西河東上川厚岸川上郡役所）の管轄となる。
- 明治30年（1897年）
  - 7月 - 河西郡外五郡役所（河西河東上川中川十勝当縁広尾郡役所）の管轄となる。
  - 11月5日 - 郡役所が廃止され、河西支庁の管轄となる。
- 大正4年（1915年）4月1日 - 北海道二級町村制の施行により、人舞村、屈足村（いずれも二級村、単独村制）が発足。（2村）
- 大正9年（1920年）9月 - 人舞村が河西郡芽室村の一部（大字美蔓村の一部）を編入。
- 大正12年（1923年）4月1日
  - 人舞村が北海道一級町村制を施行。
  - 屈足村が改称のうえ北海道一級町村制を施行して新得村（一級村）となる。
- 昭和2年（1927年）9月25日 - 人舞村が改称して清水村（一級村）となる。
- 昭和7年（1932年）8月15日 - 河西支庁が改称して十勝支庁となる。
- 昭和8年（1933年）5月1日 - 新得村が町制施行して新得町（一級町）となる。（1町1村）
- 昭和11年（1936年）1月1日 - 清水村が町制施行して清水町（一級町）となる。（2町）
- 昭和18年（1943年）6月1日 - 北海道一・二級町村制が廃止され、北海道で町村制を施行。
- 昭和22年（1947年）5月3日 - 地方自治法の施行により北海道十勝支庁の管轄となる。
- 昭和26年（1956年）9月30日 - 清水町が河西郡御影村を編入。
- 昭和33年（1958年）4月1日 - 清水町の一部（上芽室のうち100戸653人）を河西郡芽室町に編入。
- 平成22年（2010年）4月1日 - 十勝支庁が廃止され、十勝総合振興局の管轄となる。

## 行政
浦河郡外十郡長
釧路郡外十一郡長
釧路郡外十郡長
釧路郡外十二郡長
河西郡外五郡長
| 代 | 氏名       | 就任年月日            | 退任年月日                | 備考                                 |
| -- | ---------- | --------------------- | ------------------------- | ------------------------------------ |
| 1  | 吉田直太郎 | 明治30年（1897年）7月 | 明治30年（1897年）11月5日 | 河西郡外五郡役所を廃し河西支庁を置く |